# Academia de Medicina de São Paulo
A Academia de Medicina de São Paulo é uma entidade sem fins lucrativos fundada em 7 de março de 1895 - à época intitulada Sociedade de Medicina e Cirurgia de São Paulo - com o objetivo de preservar a cultura e as tradições da sociedade médica paulista.
A Academia de Medicina de São Paulo, como sucessora da Sociedade de Medicina e Cirurgia de São Paulo, é a mais antiga entidade médica do estado de São Paulo ainda em atividade. A agremiação surgiu após um banquete organizado pela classe médica para demonstrar solidariedade ao doutor Luiz Pereira Barreto, que sofria campanha difamatória na opinião pública.
A mudança de nome para Academia de Medicina de São Paulo ocorreu durante uma Assembleia Geral realizada em 7 de março de 1954, durante a gestão de Eurico Branco Ribeiro. A explicação foi que, na prática, a Sociedade já operava como uma Academia, com vagas restritas e um processo de admissão baseado em trabalhos científicos e títulos.
No seu estatuto, a Academia de Medicina de São Paulo assume compromissos como promover e incentivar o estudo e o avanço da Medicina, bem como debater e tomar posição sobre temas relevantes para a área, entre outros. Para se ter uma ideia, nos anos 1940, a então Sociedade de Medicina, para além de questões científicas, se envolveu em temas de interesse público, como o problema da redução da gordura no leite.
Entre seus membros, a Academia de Medicina de São Paulo conta com personalidades proeminentes, ocupando 130 cadeiras numeradas. Cada cadeira possui um patrono já falecido, reconhecido pelos serviços prestados à Medicina e à sociedade.. No caso do falecimento de um dos membros, que têm caráter vitalício, uma vaga é declarada aberta, permitindo que candidatos se inscrevam para concorrer ao seu preenchimento. Os pares, então, elegem o novo ocupante entre os candidatos inscritos. Além dos membros titulares, que são os proprietários das cadeiras, existem também os membros eméritos, que são reconhecidos por sua participação na instituição por mais de 20 anos. Existem também os membros honorários, um título concedido pela academia a indivíduos que contribuíram para o prestígio da entidade, sem a obrigação de serem profissionais da área médica. Os membros honorários não possuem o direito de voto nem podem concorrer a cargos de votação na academia.

## Honrarias
A Academia de Medicina de São Paulo tem os seguintes certificados de entidade de utilidade pública:

1. Estadual – Decreto nº 6.818, de 26 de novembro de 1934; e 

2. Federal – Decreto nº 4.931 de 06 de outubro de 1925.

## Medalha e Pelerine
São símbolos de pertença à Academia de Medicina de São Paulo: a medalha acadêmica e a pelerine, usados em sessões solenes da entidade.

## Mandato Presidencial
De 1895 a 1966, os mandatos presidenciais foram anuais. Em uma Assembleia Geral realizada em 18 de outubro de 1967, o mandato da diretoria da foi estendido para dois anos. Como resultado, Durval Sarmento da Rosa Borges, o 64º presidente, foi o último a ter um mandato de um ano. Seu sucessor, Virgílio Alves de Carvalho Pinto, tornou-se o 65º presidente da Academia de Medicina de São Paulo e o pioneiro em um mandato bienal.

### Presidentes
| Nº | Presidente                                 | Mandato(s)            | Ref.   |
| -- | ------------------------------------------ | --------------------- | ------ |
| 1  | Luiz Pereira Barreto                       | 1895-1896             | [ 15 ] |
| 2  | Carlos José de Arruda Botelho              | 1896-1887             | [ 15 ] |
| 3  | Augusto César de Miranda Azevedo           | 1897-1898             | [ 15 ] |
| 4  | Mathias de Vilhena Valladão                | 1898-1899             | [ 15 ] |
| 5  | Guilherme Ellis                            | 1899-1900             | [ 15 ] |
| 6  | Bernardo Ribeiro de Magalhães              | 1900-1901             | [ 15 ] |
| 7  | Arnaldo Augusto Vieira de Carvalho         | 1901-1902 e 1906-1907 | [ 15 ] |
| 8  | Sergio Florentino de Paiva Meira           | 1902-1903 e 1909-1910 | [ 15 ] |
| 9  | Arthur Vieira de Mendonça                  | 1903-1904             | [ 15 ] |
| 10 | Diogo Teixeira de Faria                    | 1904-1905             | [ 15 ] |
| 11 | Domingos Rubião Alves Meira                | 1905-1906 e 1911-1912 | [ 15 ] |
| 12 | Affonso Regulo de Oliveira Fausto          | 1905-1906 e 1916-1917 | [ 15 ] |
| 13 | João Alves de Lima                         | 1907-1908 e 1913-1914 | [ 15 ] |
| 14 | Sylvio Azambuja de Oliva Maia              | 1908-1909             | [ 15 ] |
| 15 | Synésio Rangel Pestana                     | 1910-1911             | [ 15 ] |
| 16 | Nicolau de Moraes Barros                   | 1912-1913             | [ 15 ] |
| 17 | José Olegário de Almeida Moura             | 1914-1915             | [ 15 ] |
| 18 | Antônio Cândido de Camargo                 | 1915-1916             | [ 15 ] |
| 19 | Celestino Bourroul                         | 1917-1918 e 1938-1939 | [ 15 ] |
| 20 | Ovídio Pires de Campos                     | 1918-1919 e 1935-1936 | [ 15 ] |
| 21 | José Ayres Netto                           | 1919-1920 e 1934-1935 | [ 15 ] |
| 22 | Luiz Manuel de Rezende Puech               | 1920-1921             | [ 15 ] |
| 23 | Enjolras Vampré                            | 1921-1922             | [ 15 ] |
| 24 | Adolpho Carlos Lindenberg                  | 1922-1923             | [ 15 ] |
| 25 | Delphino Pinheiro de Ulhôa Cintra          | 1923-1924             | [ 15 ] |
| 26 | Américo Brasiliense de Almeida Mello Filho | 1924-1925             | [ 15 ] |
| 27 | Eduardo Rodrigues Alves                    | 1925-1926             | [ 15 ] |
| 28 | Olympio Viriato Portugal                   | 1926-1927             | [ 15 ] |
| 29 | José Pereira Gomes                         | 1927-1928 e 1950-1951 | [ 15 ] |
| 30 | Cantídio de Moura Campos                   | 1928-1929             | [ 15 ] |
| 31 | Adolpho Schmidt Sarmento                   | 1929-1930             | [ 15 ] |
| 32 | Antônio de Almeida Prado                   | 1930-1931             | [ 15 ] |
| 33 | Oswaldo Pimentel Portugal                  | 1931-1932             | [ 15 ] |
| 34 | Zepherino Alves do Amaral                  | 1932-1933             | [ 15 ] |
| 35 | Antônio Carlos Pacheco e Silva             | 1933-1934             | [ 15 ] |
| 36 | Mario Ottoni de Rezende                    | 1936-1937             | [ 15 ] |
| 37 | Flamínio Fávero                            | 1937-1938             | [ 15 ] |
| 38 | Jairo de Almeida Ramos                     | 1939-1940             | [ 15 ] |
| 39 | Raul Vieira de Carvalho                    | 1940-1941             | [ 15 ] |
| 40 | Franklin Augusto de Moura Campos           | 1941-1942             | [ 15 ] |
| 41 | José Afonso de Mesquita Sampaio            | 1942-1943             | [ 15 ] |
| 42 | Roberto Oliva                              | 1943-1944             | [ 15 ] |
| 43 | Antônio Carlos da Gama Rodrigues           | 1944-1945             | [ 15 ] |
| 44 | Eduardo Monteiro                           | 1945-1946             | [ 15 ] |
| 45 | Oscar Cintra Gordinho                      | 1946-1947             | [ 15 ] |
| 46 | Alípio Corrêa Netto                        | 1947-1948             | [ 15 ] |
| 47 | Pedro Ayres Netto                          | 1948-1949             | [ 15 ] |
| 48 | João Alves Meira                           | 1949-1950             | [ 15 ] |
| 49 | Carmen Escobar Pires                       | 1951-1952             | [ 15 ] |
| 50 | Benedicto Augusto de Freitas Montenegro    | 1952-1953             | [ 15 ] |
| 51 | Felício Cintra do Prado                    | 1953-1954             | [ 15 ] |
| 52 | Eurico Branco Ribeiro                      | 1954-1955             | [ 15 ] |
| 53 | Paulo de Almeida Toledo                    | 1955-1956             | [ 15 ] |
| 54 | Oscar Monteiro de Barros                   | 1956-1957             | [ 15 ] |
| 55 | Mario Ramos de Oliveira                    | 1957-1958             | [ 15 ] |
| 56 | João Areosa D’Oliveira Mendonça Cortez     | 1958-1959             | [ 15 ] |
| 57 | Eurico da Silva Bastos                     | 1959-1960             | [ 15 ] |
| 58 | Adherbal Pinheiro Machado Tolosa           | 1960-1961             | [ 15 ] |
| 59 | Nairo França Trench                        | 1961-1962             | [ 15 ] |
| 60 | Carlos da Silva Lacaz                      | 1962-1963             | [ 15 ] |
| 61 | Plínio Bove                                | 1963-1964             | [ 15 ] |
| 62 | Carlos de Oliveira Bastos                  | 1964-1965             | [ 15 ] |
| 63 | Waldyr da Silva Prado                      | 1965-1966             | [ 15 ] |
| 64 | Durval Sarmento da Rosa Borges             | 1966-1967             | [ 15 ] |
| 65 | Virgílio Alves de Carvalho Pinto           | 1967-1968             | [ 15 ] |
| 66 | Michel Abu-Jamra                           | 1969-1970             | [ 15 ] |
| 67 | Ernesto Lima Gonçalves                     | 1971-1972             | [ 15 ] |
| 68 | Julio Cesar Kieffer                        | 1973-1974             | [ 15 ] |
| 69 | Joamel Bruno de Mello                      | 1975-1976             | [ 15 ] |
| 70 | Antonio Spina França Netto                 | 1977-1978             | [ 15 ] |
| 71 | Pedro Salomão Nahas                        | 1979-1980             | [ 15 ] |
| 72 | Luís Marques de Assis                      | 1981-1982             | [ 15 ] |
| 73 | Irany Novah de Moraes                      | 1983-1984             | [ 16 ] |
| 74 | Odon Ramos Maranhão                        | 1985-1986             | [ 17 ] |
| 75 | Arthur Belarmino Garrido Júnior            | 1987-1988             | [ 15 ] |
| 76 | Fernando Proença de Gouvêa                 | 1989-1990             | [ 15 ] |
| 77 | José Rodrigues Louzã                       | 1991-1992             | [ 15 ] |
| 78 | Raul Marino Júnior                         | 1993-1994             | [ 15 ] |
| 79 | Claudio Cohen                              | 1995-1996             | [ 15 ] |
| 80 | Marisa Campos Moraes Amato                 | 1997-1998             | [ 15 ] |
| 81 | Luiz Celso Mattosinho França               | 1999-2000             | [ 15 ] |
| 82 | Salvador José de Toledo Arruda Amato       | 2001-2002             | [ 15 ] |
| 83 | Guido Arturo Palomba                       | 2003-2004 e 2007-2008 | [ 18 ] |
| 84 | Luiz Fernando Pinheiro Franco              | 2005-2006             | [ 19 ] |
| 85 | Yvonne Capuano                             | 2009-2010             | [ 20 ] |
| 86 | Affonso Renato Meira                       | 2011-2012 e 2013-2014 | [ 5 ]  |
| 87 | José Roberto de Souza Baratella            | 2015-2016 e 2017-2018 | [ 21 ] |
| 88 | José Luiz Gomes do Amaral                  | 2019-2020 e 2021-2022 | [ 22 ] |
| 89 | Helio Begliomini                           | 2023-2024             | [ 23 ] |